# Гросштайнхаузен
Гросштайнхаузен (нем. Großsteinhausen) — община в Германии, в земле Рейнланд-Пфальц. 
Входит в состав района Юго-западный Пфальц. Подчиняется управлению Цвайбрюккен-Ланд.  Население составляет 630 человек (на 2022). Занимает площадь 4,84 км².